# Civilization
Цивилизацията (на английски: Sid Meier's Civilization, известна също накратко като Civilization, или съкратено Civ и Civ I) е походова стратегическа видео игра от типа 4Х, създадена от Сид Мейер и Брус Шели за компанията MicroProse, през 1991 г. Целта на играта е да „изградиш империя и да устоиш на изпитанието на времето“. Играта започва от 4000 г. пр.н.е. и играчите се опитват да разширяват и развиват своите империи през вековете, от древността до наши дни.
Първоначално Civilization е разработена за DOS, но впоследствие се появяват най-различни версии в за най-различни платформи (Windows, Macintosh, Amiga, Atari ST, PlayStation, N-Gage and Super Nintendo).
Играта е сред най-популярните стратегии за всички времена и има милиони фенове. През 1992 печели награда за най-добра военна стратегия за 1991.

## Геймплей
Цивилизацията е походова стратегическа игра, в която играещият поема ролята на владетел на една цивилизация, като започва само с един заселник и се опитва да изгради империя, съревновавайки се с между две и шест други цивилизации. Заедно с първостепенните задачи като разузнаването, войната и дипломацията, играчът трябва да взема решения за това къде да построи новите си градове, какви сгради или единици да построи във всеки град, да разпределя каква част от данъците в държавата ще се изразходва за наука, и как да се трансформира земята около градовете за максимален ефект. От време на време градовете на играча могат да бъдат нападани от варвари. Те представляват бойни единици, които нямат конкретна националност и градове, а унищожаването им може да донесе допълнителни приходи на играча. Варварите се появяват само от неразкрити територии, така че с течение на времето ще има все по-малко и по-малко места, от които те ще могат да атакуват.